# Partido Alemán (1961)
El Partido Alemán (en alemán: Deutsche Partei, DP) fue un partido conservador existente en Alemania entre 1961 y 1980.

## Historia
Fue fundado por antiguos miembros del Partido Alemán original (fundado en 1947) que no estaban satisfechos con el fracaso electoral del mismo tras su fusión con el Bloque de los Refugiados y Expatriados en el Gesamtdeutsche Partei.
El Partido alemán recién formado participó las elecciones estatales de Baja Sajonia de 1963. Sin embargo, con el 2,7% de los votos (en comparación con el partido "viejo" que había obtenido un 12,3% en 1959) no pudo ganar representación. El único éxito electoral del partido tuvo lugar ese mismo año en las elecciones estatales de Bremen, donde recibió el 5.2% y cuatro escaños en el Bürgerschaft, aunque al igual que en Baja Sajonia, el partido registró una importante baja en su votación respecto a su partido antecesor.
Al año siguiente, algunos miembros del DP (entre ellos sus cuatro diputados bremenses) participaron en la fundación del Partido Nacionaldemócrata de Alemania (NPD), y pasaron a formar parte de este. El diputado bremense y hasta entonces miembro del Partido Alemán Friedrich Thielen fue elegido como primer líder del NPD, pero fue reemplazado en 1967 por Adolf von Thadden. 
Thielen finalmente abandonó el NPD, ya que sentía que von Thadden simpatizaba demasiado con el neonazismo, y volvió a unirse al Partido Alemán. Sin embargo, para entonces el DP había perdido fuerzas tras la aparición del NPD, y finalmente se disolvió como partido político en 1980. Aun así, continuó existiendo como asociación. Sin embargo, en 1993 se estableció un nuevo Partido Alemán con estatus oficial de partido, que continúa existiendo hasta hoy.